# Doctor

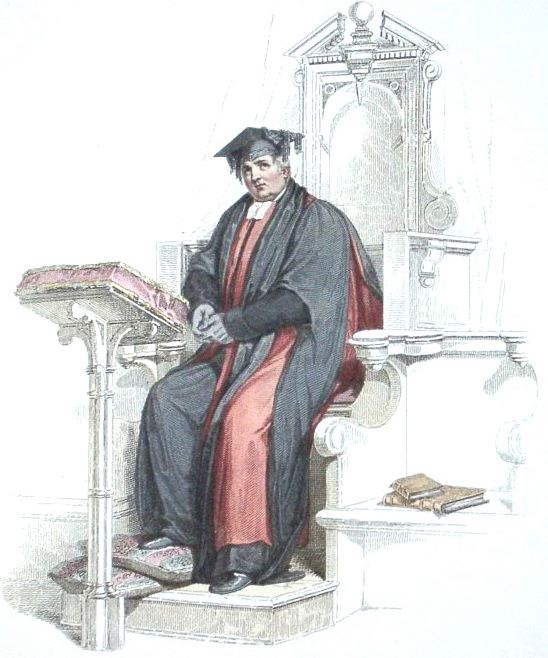
Un doctor în teologie de la Universitatea din Oxford

Doctor este un titlu academic într-un domeniu specific, conferit candidatului, numit doctorand, care a susținut cu succes teza de doctorat și a obținut diploma de doctor.
Doctoratul constituie ciclul superior de studii universitare, a cărui finalitate este dezvoltarea cunoașterii prin cercetare științifică originală. Forma de învățământ poate fi cu frecvență (zi) și fără frecvență. Este de două tipuri: doctorat științific și doctorat profesional. Constă dintr-o serie de cursuri, examene și o teză, organizate pe lângă instituțiile de învățământ superior și care conferă titlul de doctor într-o anumită specialitate, purtând denumirea de Doctorat.
Durata ciclului de studii universitare de doctorat este, de regulă, de 3 ani. În situații speciale, durata poate fi prelungită cu 1-2 ani și se încheie cu susținerea publică a unei teze, evaluată de o comisie de specialiști aprobată de senatul universitar al Instituției Organizatoare de Studii Universitare de Doctorat (I.O.S.U.D.).
Pentru tezele de doctorat care dovedesc calități deosebite de creativitate și aduc contribuții importante la dezvoltarea cunoașterii în context internațional, se poate acorda una dintre distincțiile următoare :
- summa cum laude (excepțional),
- magna cum laude (foarte bine),
- cum laude (bine).

Titlul științific de Doctor este acordat, prin înaintarea de către Comisia de doctorat a Hotărârii conducerii I.O.S.U.D. Ministerul Educației și Cercetării primește de la I.O.S.U.D dosarul de doctorat și un exemplar al tezei de doctorat, în vederea validării hotărârii comisiei de doctorat de către Consiliul Național de Atestare a Titlurilor, Diplomelor și Certificatelor Universitare.
Conferirea titlului de doctor se face prin ordin al Ministrului Educației și Cercetării, la propunerea Consiliului Național de Atestare a Titlurilor, Diplomelor și Certificatelor Universitare.